# Stanisława Przybyszewska
Stanisława Przybyszewska (1 de octubre de 1901–15 de agosto de 1935) fue una dramaturga polaca mayormente conocida por sus obras sobre la Revolución francesa. Su obra de 1929 El caso Danton, la cual examina el conflicto entre Maximilien Robespierre y Georges Danton, es considerada uno de los trabajos más ejemplares sobre la Revolución, y fue adaptada (aunque con importantes adiciones ideológicas) por  el realizador polaco Andrzej Wajda en su película de 1983 Danton.

## Biografía
Przybyszewska nació Stanisława Pająkówna el 1 de octubre de 1901, en Cracovia. Era hija ilegítima  de la pintora impresionista polaca soltera Aniela Pająkówna y el escritor casado Stanisław Przybyszewski, un famoso y notoriamente disoluto modernista que era uno de los miembros fundadores del movimiento Joven Polonia. De 1902 a 1906 vivió con su madre en Leópolis. De 1907 a 1916 vivió en Europa Occidental. Como niña, Przybyszewska recorrió Europa con su madre (Viena, Múnich, Gries cerca de Bolzano, y París). Habiendo perdido a su madre en 1912 (falleció en París de neumonía), cambió de ciudad siguiendo a sus guardianes. Inicialmente los amigos de sus padres Wacław y Zofia Moraczewski pagaron sus estudios, pero desde 1914 fue la tía de Stanisława (hermana de su madre) Helena Barlińska quien se hizo cargo de ella. Entre los diez y quince años Przybyszewska asistió a cuatro escuelas diferentes en tres países: Francia (París), Suiza (Zúrich, 1912-1914), y Austria (Viena y Oberhollabrunn). En Austria tomó lecciones de violín y empezó a escribir poesía e historias que destruyó, descontenta con sus propios logros.
De 1916 a 1919 asistió al Instituto de Profesores para Mujeres en Cracovia. Kosicka y Gerould escribieron: "(...) se inscribió en el Teachers Institute, una escuela de formación de gran prestigio, a la que había asistido su madre antes que ella. Aunque era una estudiante sobresaliente, Stanisława fue muy crítica sobre cómo y en qué fue enseñada, y se consideraba esencialmente autodidacta, ya que sus propios intereses personales la llevaron a las ciencias exactas, sobre todo matemáticas y astronomía." Como parte de sus estudios pasó el año requerido de práctica docente como profesora en la escuela de primaria de Nowy Sącz. Pasó sus exámenes cum laude en 1920. En agosto de 1919 conoció a su padre por primera vez como adulta; el periodo de fascinación inicial con sus ideas no duró mucho tiempo, y más tarde en su vida Przybyszewska fue muy crítica sobre los trabajos de su progenitor.
En 1920, no sin la ayuda de Przybyszewski, Stanisława se mudó a Poznan donde estableció conexiones con el círculo expresionista de la revista La Fuente, y estudió música en el conservatorio. También se matriculó en un curso de filología en la Universidad de Poznan y durante una temporada siguió un plan de estudios diverso: cursos de literatura francesa e inglesa (de los siglos XVIII y XIX respectivamente), literatura medieval, historia de la filosofía, español, latín y lenguas griegas.
En 1922 se mudó a Varsovia y encontró trabajo como vendedora en una librería comunista; esta ocupación, después de la guerra polaco-soviética, la llevó a ser arrestada durante una semana en Poznan (su lugar oficial de residencia) antes de ser liberada por falta de pruebas. Kosicka y Gerould notaron que "ella solo se interesó teóricamente por el marxismo y permaneció incapaz de implicarse directamente en política. Stanisława no hizo una sola amistad duradera durante su año en Varsovia, pero como resultado de su encarcelamiento se obsesionó con las víctimas de encarcelamiento injusto y opresión judicial, empezando con Robespierre y terminando con Sacco y Vanzetti en su propio tiempo."
Después de su matrimonio con el artista Jan Panieńskí (de su círculo de Poznan), Stanisława se trasladó a Gdansk donde Panieński consiguió trabajo como profesor de arte en el Gimnasio polaco (su padre había sido fundamental en la creación de la escuela). La pareja participaba en las actividades de un grupo local de Amigos de la Ciencia y el Arte. Aunque no fue motivado por amor, el matrimonio resultó feliz, uniéndose cada vez más uno al otro. Sin embargo, no fue muy largo: en noviembre de 1925, mientras estudiaba una beca de arte en París, Panienski murió de un paro cardíaco.
Los siguientes diez años de vida de Przybyszewska estuvieron marcados por un creciente aislamiento y dedicación a su trabajo. Solo dejó Gdansk en contadas ocasiones, una de ellas por el funeral de su padre en 1927. Allí conoció a su medio hermana Iwi Bennet (hija de Dagny Juel y Przybyszewski), quien se convirtió, junto con su tía, en una de sus más cercanas amigas y corresponsales. Entre marzo de 1928 y el 9 de marzo de 1929 escribió El caso Danton y tanto Kosicka como Gerould notan: "empezó a soñar con una carrera europea, 'como Conrad', como una manera de vencer su aislamiento y alienación." Dedicó mucho tiempo al estudio de la literatura alemana contemporánea. De los escritores polacos valoraba a Joseph Conrad y Juliusz Kaden-Bandrowski, y consideraba a Stefan Żeromski como un gran talento que no se desarrolló.
No tenía ningún ingreso financiero estable: la beca estatal que recibió en cantidades desiguales de 1929 a 1933 no era suficiente para sobrevivir, por lo que Przybyszewska dependía fuertemente del apoyo monetario de Barlińska y Bennet. Vivía en pobres condiciones en una de las barracas de madera pertenecientes al Gimnasio polaco. Sufriendo pobreza y numerosas enfermedades, le fue prescrita una dosis creciente de morfina por su doctor alemán Paul Ehmke. Kosicka y Gerould escribieron: "Durante los últimos ocho meses de vida de Stanisława, nada se supo de ella; todas las cartas, enviadas y no enviadas, se detuvieron. Se había debilitado tanto por la emaciación gradual que no podía sostener la estilográfica. El dinero se había acabado, incluso la morfina que la había sostenido tanto tiempo se había terminado. El 14 de agosto de 1935 en su habitación en Weissen Turm 1, Baracke Nr. 12, Stanisława Przybyszewska murió sola, la causa oficial de muerte por tuberculosis."

## Trabajos y temas
Przybyszewska estaba fascinada con Maximilien Robespierre, y le atribuía, en sus escritos, poderes y brillantez extraordinarios de previsión. " Tengo la certeza tranquila," escribió a un amigo, "de que entiendo a Robespierre mejor que nadie cuyos trabajos conozca." Przybyszewska describió a Robespierre como quien predijo el desastroso ascenso del capitalismo. Robespierre fue la figura central en sus dos obras supervivientes, El caso Danton (Sprawa Dantona, 1929), y una obra inacabada anterior, Thermidor (1925).

## Recepción y legado
La autora británica Hilary Mantel comenta que ella fue la mujer "que murió de Robespierre." Przybyszewska dejó una colección de las cartas escritas de 1913 a 1934 en varias lenguas a editores, sus amigos, y a escritores europeos famosos como Georges Bernanos, Jean Cocteau, y Thomas Mann; la cual fue publicada en Gdansk en sus lenguas originales y en polaco en tres volúmenes como Listy (Volumen 1 en 1978, Volumen 2 en 1983, y Volumen 3 en 1985). La producción de El caso Danton por la Royal Shakespeare Company en 1986 hizo realidad el sueño de la autora de que un día se representaría en Londres. Esta primera puesta en escena en inglés fue dirigida por Ron Daniels y adaptada por Pam Gems como The Danton Affair. Una de las Conferencias Reith de Hilary Mantel en BBC Radio Four de 2017, Silence Grips the Town, fue realizada en Amberes y dedicada a Przybyszewska. Jolanta Kajzer descubrió la poesía haiku en los escritos de Przybyszewska.

## Trabajos publicados
- Ostatnie noce ventôse'Un (Las Últimas Noches de Ventôse). Kraków: Wydawnictwo Literackie, 1958.
- Dramaty (Dramas). Editado por Roman Taborski. Gdańsk: Wydawnictwo Morskie, 1975. 
  - Traducción al inglés de El caso Danton y “Thermidor” publicada en 1989 por Northwestern University Press como The Danton Case and Thermidor. Two Play.
- Listy, vol. 1: Grudzień 1913 – wrzesień 1929. Editado por Tomasz Lewandowski. Gdańsk: Wydawnictwo Morskie, 1978.
- Listy, vol. 2: Październik 1929 – listopad 1934. Editado por Tomasz Lewandowski. Gdańsk: Wydawnictwo Morskie, 1983.
- Listy, vol. 3: Grudzień 1927 – październik 1933. Editado por Tomasz Lewandowski. Gdańsk: Wydawnictwo Morskie, 1985.
- “Kobieca twierdza na lodzie,” en Panek, Sylvia, ed., „Jazgot niewieści” i „męskie kasztele”. Z dziejów sporu o literaturę kobiecą w dwudziestoleciu międzywojennym. Poznań: Wydawnictwo Poznańskiego Towarzystwa Przyjaciół Nauk, 2010, 111-21.
- Cyrograf na własnej skórze i inne opowiadania. Gdańsk: Wydawnictwo słowo/obraz terytoria, 2015.
- Asymptoty. Gdańsk: Wydawnictwo słowo/obraz terytoria, 2018.
- Twórczość Gerarda Gasztowta. Gdańsk: Wydawnictwo słowo/obraz terytoria, 2019.

## Libros sobre Stanisława Przybyszewska
- Lewandowski, Tomasz. Dramat Intelektu: Biografia literacka Stanisławy Przybyszewskiej. Gdańsk: Wydawnictwo Morskie, 1982.
- Janion, Maria y Stanisław Rosiek, eds. Transgresje, vol. 3: Osoby. Gdańsk: Wydawnictwo Morskie, 1984.
- Kosicka, Jadwiga y Daniel Gerould. Una Vida de Soledad: Stanisława Przybyszewska. Un Estudio Biográfico con selección de cartas. Londres, Quartet Books, 1986; 
  - Segunda edición: Evanston, Northwestern University Press, 1989.
- Graczyk, Ewa. Ćma. O Stanisławie Przybyszewskiej. Varsovia, Wydawnictwo Otwarte, 1994.
- Ingdahl, Kazimiera. A Gnostic Tragedy: A Study in Stanislawa Przybyszewska  Aesthetics and Works. Estocolmo, Almqvist & Wiksell International, 1997.

## Más bibliografía sobre la autora
- Hilary Mantel: "What a man this is, with his crowd of women around him!"
- A Life of Solitude (Sarmatian Review)
- Stanisława Przybyszewska: The Maddest of All Female Robespierrists

- Datos: Q3067991
- Multimedia: Stanisława Przybyszewska / Q3067991